# 柴田芽衣
柴田芽衣（日语：／ Shibata Mei，1997年10月9日—），日本女性配音員。出身於福岡縣。

## 簡介
81 Produce所屬。2016年經由第10屆的81 audition決賽中勝出出道。
2025年7月31日，因支氣管氣喘及周圍環境變化而退出配音事業。

## 人物
興趣、特長：唱歌、製作餜子。會想成為聲優的志願是看了《無頭騎士異聞錄 DuRaRaRa!!》得知有聲優這項工作。想演的角色是稍微傻傻的類型。

## 演出作品
※粗體字表示說明飾演的主要角色。

### 電視動畫
2018年
- 打工小哥！（日语：働くお兄さん!）（雞情侶(♀)、丹頂鶴、小雞、鴨子）
- 偶像活動Friends！（女孩子、邊見海倫、月野司、偶像、路人）
- 未來卡片 神戰鬥夥伴（學生B、少年、女子）
- 小貓奇奇 毛絨絨大旅行（旅貓B）
- 遙的接球（小孩）
- 音樂少女（音樂少女粉絲）
- 森林家族小故事（小熊寶寶、小刺蝟[5]）
- 青春豬頭少年不會夢到兔女郎學姊（女學生）

2019年
- 天使降臨到我身邊！（同班同學、吉祥物）
- 爆丸5星域爭霸（查伊納·利歐特、A、召使B）
- 偶像活動Friends！ ～閃耀的寶石～（中等部1年級生、小粉絲、月野司、女子）
- 騷亂時節的少女們。（幼年的泉）
- KIRA KIRA HAPPY★ 打開吧！見習神仙精靈（樋口惠）
- 美妙射擊部（學生）
- 星光頻道（茶子〈園童〉）

2020年
- 科學超電磁砲T（游泳社）
- BREAKERZ（對手隊伍選手[6]）
- 輝夜姬想讓人告白？～天才們的戀愛頭腦戰～（女孩子、女學生）
- DECA-DENCE（菲[7]）
- 請問您今天要來點兔子嗎？BLOOM（女孩子）

2021年
- 2.43 清陰高中男子排球社（女學生）
- 偶像學園Planet！（粉絲）
- EDENS ZERO 伊甸星原（安妮、研究員、客人）
- 卡片戰鬥！！先導者 overDress（學生）
- BLUE REFLECTION：澪（少女）
- IDOLiSH7 Third BEAT!（女高中生B）
- SELECTION PROJECT（當麻睦美）
- 陰陽眼見子（持田、小川）

2022年
- 宇宙奇妙生物小鐵君（男孩子）
- 平凡職業造就世界最強 2nd season（教會教徒）
- Healer Girl 歌癒少女（小孩們）
- 舞伎家的料理人（舞妓）
- 這個僧侶有夠煩（幽靈、觸手怪）
- 妖怪手錶♪（女高中生）
- IDOLiSH7 Third BEAT!（女性D）
- 我想成為影之強者！（觀眾）

2023年
- 淪落者之夜（小孩們）
- 屍體如山的死亡遊戲（少女）
- MIX 第二季 ～第二個夏天，邁向晴空～（女學生）
- 和山田談場Lv999的戀愛（女性）
- EDENS ZERO 伊甸星原 第2期（瓦伊茲〈少年〉、安妮、歐德莉、幼年修羅）
- 聖女魔力無所不能（女僕）
- 希望之力～成年光之美少女'23～（學生、小宮）
- 絆之Allele（學生1）
- 偶像大師 百萬人演唱會！（妹妹[8]）
- 愛犬訊號（淺沼真芽）

2024年
- 月光下的異世界之旅 第二幕（事務員、戈耳工妹妹）
- 怪異與少女與神隱（藤代蕾涅）
- 2.5次元的誘惑（女學生A）
- 名偵探柯南（女服務員）
- 去參加聯誼，卻發現完全沒有女生在場
- 成為名留歷史的壞女人吧（女學生）
- FAIRY TAIL魔導少年 百年任務（女性店員、侍女、巫女）

2025年
- Re:從零開始的異世界生活 3rd season（新娘）

### 電影動畫
2019年
- 普羅米亞

### 網路動畫
2019年
- （[9]）
- 萬物之神 神仙精靈（美琴）

2020年
- 爆丸 裝甲聯盟（春奈·里奧特）

### 遊戲
2017年
- 小魔女學園 時空魔法與七大不可思議（艾碧葛）

2018年
- 必勝手牌（艾莉絲、阿加雷斯）
- 逆轉奧賽羅尼亞（拉馬舒圖）
- Crusader Attack（シーレン、 等）
- 帝國戰記（耶利米[10]）

2019年
- 天華百劍 -斬-（粟田口國吉）
- 少女咖啡槍（管理人7號、尼德霍格[11]）
- 城姬Quest（日语：城姫クエスト）（山口城[12]）
- 怪物彈珠（2019年 - 2023年 朱庇特[13]、馬卡龍[14]、普盧恩[15]、摩琪佳[16]）

2020年
- 迪士尼 扭曲仙境（伽卡・金史卡勒）

2021年
- 碧藍幻想（尤斯缇斯的妹妹）

2023年
- 蕾斯萊莉婭娜的鍊金工房 ～忘卻的鍊金術與極夜的解放者～（庫蝶莉亞·馮·費爾巴哈[17]）

2024年
- 廢墟圖書館（Lenny[18]）

### 廣播劇CD
2018年
- THE IDOLM@STER MILLION THE@TER GENERATION 12 D/Zeal（日语：THE IDOLM@STER MILLION THE@TER GENERATION#12 D/Zeal）（店員、觀眾A）

2020年
- THE IDOLM@STER MILLION THE@TER WAVE（日语：THE IDOLM@STER MILLION THE@TER WAVE） 06、07（女孩子、工作人員）2作品

### 聲音劇場
2019年
- 有聲書 「人類衰退之後」
- 有聲書 「人渣和天使的二周目生活（日语：クズと天使の二週目生活）」（神樂屋萌香[19]）

### 有聲漫畫
- 看我這一邊！蜜子（日语：こっちむいて!みい子）（2019年，江口龍平）

### 有聲小說
2020年
明日の世界で星は煌めく （南戶由貴）

### 網路電視
- GIRL RADIO DAYS（玉笹彩美[20]）

### 其它
- 一旦放棄了遊戲就終了呦！（2018年，niconico直播）[21]
- 第48回81LIVESALON『～聲瞬～81新Jr.落語會 produce by入船亭扇藏』（2018年）[22]
- ！dj（2019年，NHK教育）－[23]
- Girl Radio Days（日语：ガールズラジオデイズ）（玉彩美[24]）

## 音樂作品

### 角色歌曲
| 發行日期 | 標題                                 | 名義                                                                 | 曲名                   | 備註                          |
| 2020年   | 2020年                               | 2020年                                                               | 2020年                 | 2020年                        |
| -------- | ------------------------------------ | -------------------------------------------------------------------- | ---------------------- | ----------------------------- |
| 5月23日  | 「天華百劍 -斬-」 Shy×Shy×Shining!!! | 粟田口国吉（柴田芽衣）、亂藤四郎（首藤志奈）、毛利藤四郎（吉田有里） | 「Shy×Shy×Shining!!!」 | 遊戲《天華百劍 -斬-》相關歌曲 |

## 外部連結
- 81 Produce公式官網的聲優簡介 （页面存档备份，存于） （日語）